# Norwegische Meisterschaften im Biathlon 1961
Die norwegischen Meisterschaften im Biathlon 1961 fanden am 12. Februar 1961 in Hønefoss in Buskerud statt. Ausgetragen wurde ein Einzelwettkampf über 20 Kilometer.
Nach Ende des Wettkampfes wurde zunächst Erling Bjørn als norwegischer Meister gefeiert, Håkon Brusveen und Per Westgård gewannen die Silber- und Bronzemedaille. Erst sechs Tage später wurde bekanntgegeben, dass nahezu allen Athleten falsche Strafzeiten addiert worden waren und das Ergebnis so komplett verfälscht wurde. Nachträglich wurde Magnar Ingebrigtsli zum Sieger erklärt, die komplette Ergebnisliste wurde den Teilnehmern ausgehändigt.

## Männer

### Einzel (20 km)
| Platz | Starter              | Verein    | Zeit      | Treffer |
| ----- | -------------------- | --------- | --------- | ------- |
| 1     | Magnar Ingebrigtsli  | HV-12     | 1:41:01 h | 17      |
| 2     | Per Westgård         | Hernes IL | 1:42:16 h | 17      |
| 3     | Olav Jordet          | Tolga HV  | 1:42:24 h | 16      |
| 4     | Oddbjørn Skolegården | Våler HV  | 1:43:33 h | 16      |
| 5     | Erling Bjørn         | Alvdal IL | 1:45:27 h | 14      |
| 6     | Jon Istad            | Voss IL   | 1:45:34 h | 15      |

Start: 12. Februar 1961